# Rosselange
Rosselange é uma comuna francesa na região administrativa de Grande Leste, no departamento de Mosela. Estende-se por uma área de 5,35 km². Em 2010 a comuna tinha 2 692 habitantes (densidade: 503,2 hab./km²).